# Spirosphaera carici-graminis
Spirosphaera carici-graminis är en svampart som beskrevs av Voglmayr 1997. Spirosphaera carici-graminis ingår i släktet Spirosphaera, ordningen disksvampar, klassen Leotiomycetes, divisionen sporsäcksvampar och riket svampar.   Inga underarter finns listade i Catalogue of Life.